# Madona com a Bênção do Menino Jesus (Bellini, Milão, 1510)

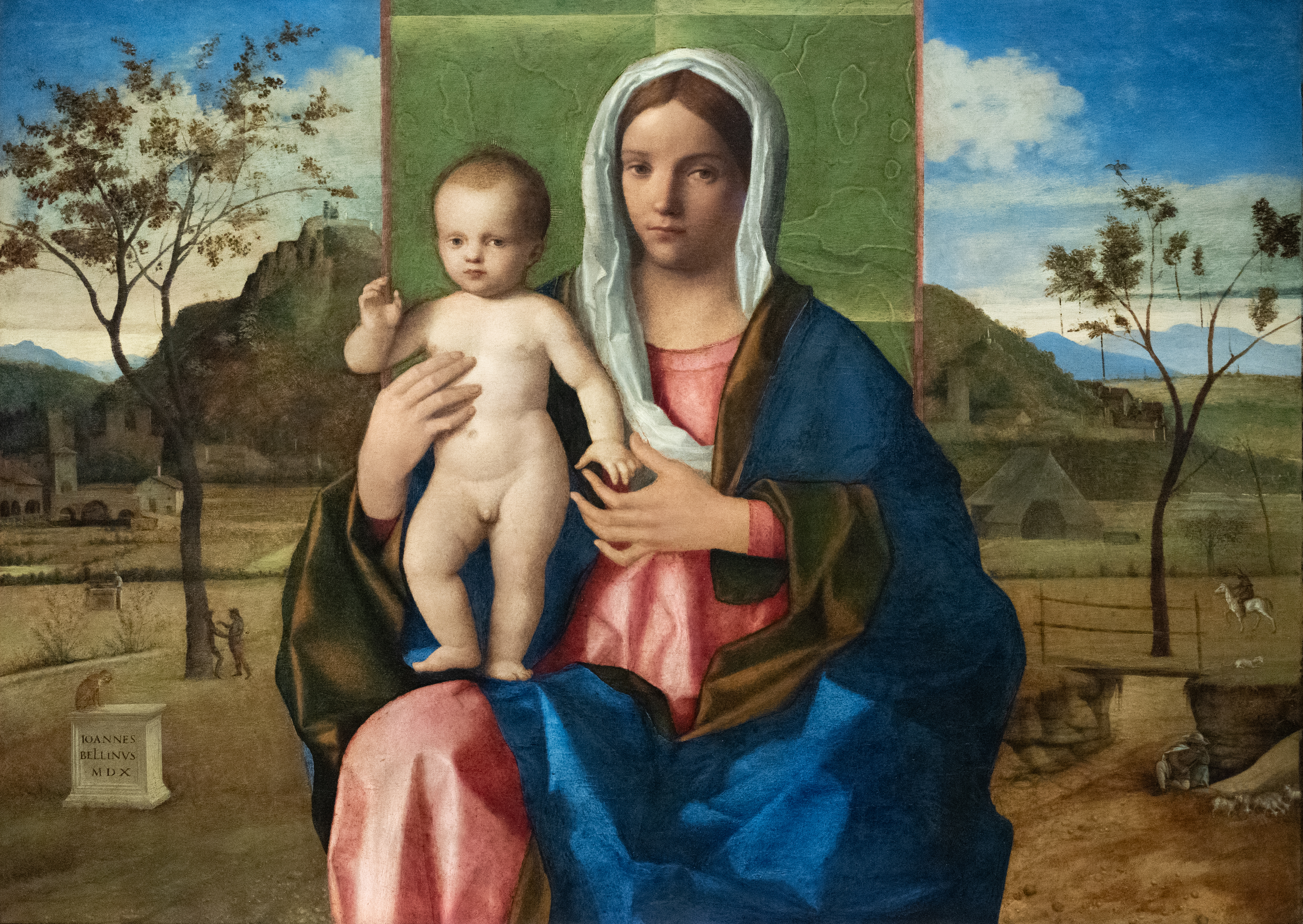
Bellini — Madona com a Bênção do Menino Jesus 1510

A Madona e Menino ou Madona com a Bênção do Menino Jesus é uma pintura a óleo sobre painel de 1510 do mestre renascentista italiano Giovanni Bellini, pintada quando ele já estava na casa dos oitenta anos, mas ainda respondendo a novos desenvolvimentos na pintura. É semelhante à Madona do Prado de 1505 (National Gallery (Londres)) e à Madona com a Bênção do Menino Jesus (Bellini, Detroit, 1509) (Detroit Institute of Arts). Está agora na Pinacoteca di Brera, em Milão.
Madona (do italiano Madonna, em português "Nossa Senhora" ou "Virgem com o Menino") é a representação artística da Virgem Maria, mãe de Jesus, em pinturas e esculturas (iconografia) na arte cristã. É um tema tradicional, muitíssimo repetitivo, onde as obras representam sempre e Virgem Maria com seu filho Jesus,
A restauração da obra de Bellini em 1986-1987 demostrou que não havia nenhum desenho preparatório sob a paisagem ao fundo e que ele muitas vezes aplicou a tinta na preparação com a ponta dos dedos. A paisagem ao fundo baseia-se nas inovações de Giorgione na paisagem, no uso da perspectiva aérea na névoa azul sobre as montanhas e no estudo gótico mais tardio de detalhes da vida que Bellini havia aprendido com seu pai Jacopo Bellini -  um exemplo é a chita à esquerda, apoiada em uma pedra que leva sua assinatura latina e a data em algarismos latinos (IOANNES BELLINUS MDX).